# ويليام إس. باول
ويليام إس. باول (بالإنجليزية: William S. Powell)‏ هو مؤرخ وأمين مكتبة أمريكي، ولد في 28 أبريل 1919 في مقاطعة جونستون في الولايات المتحدة، وتوفي في 10 أبريل 2015.